# Walter von Brauchitsch

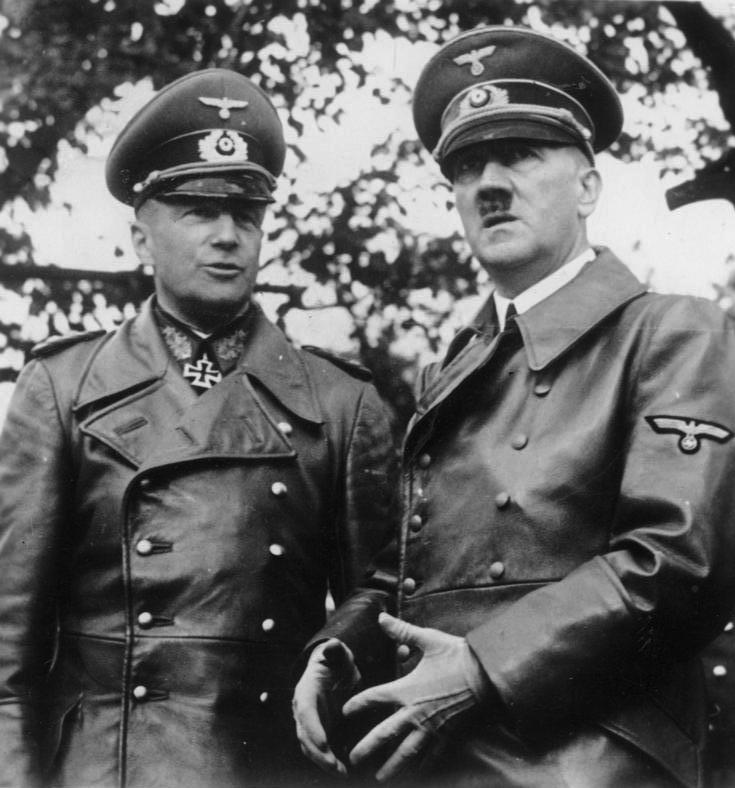
Walther von Brauchitsch a Adolf Hitler (v kožených pláštích) na přehlídce Wehrmachtu „před Adolfem Hitlerem“ dne 5. října 1939 ve Varšavě

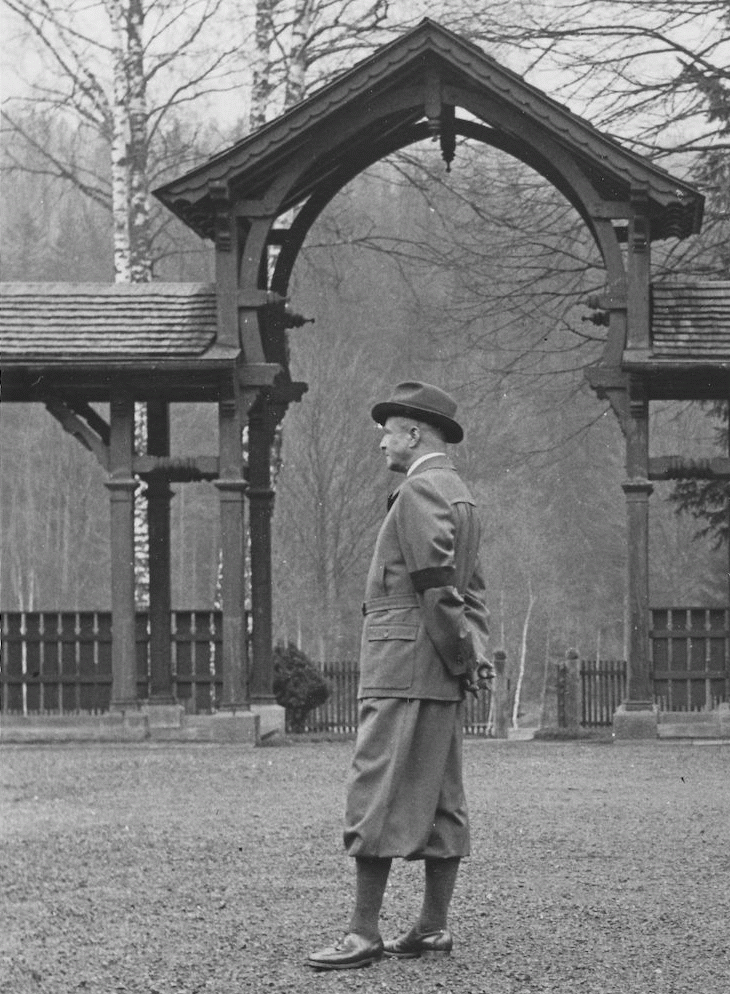
Walther von Brauchitsch na loveckém zámečku Tři Trubky

Heinrich Alfred Hermann Walther von Brauchitsch (4. října 1881 Berlín – 18. října 1948 Hamburk) byl německý důstojník, polní maršál a vrchní velitel německé armády v období II. světové války.

## Život

### Před druhou světovou válkou
4. února 1938 byl jmenován náčelníkem vrchního velitelství pozemního vojska Oberkommando des Heeres (OKH), kde vystřídal generálplukovníka Wernera von Fritsche, který byl neprávem nařčen z homosexuality a donucen rezignovat.
V létě 1938 nesouhlasil s plánem kancléře Adolfa Hitlera vojensky zaútočit na Československo, a začal se stýkat s podobně smýšlejícími důstojníky a politiky. Dohodli se, že pokud by byl rozkaz k útoku opravdu vydán, provedou státní převrat a Hitlera sesadí. K válce ani převratu nedošlo, protože se Československá vláda 30. září 1938 rozhodla přijmout podmínky Mnichovské dohody.

### Za války
Coby velitel pozemního vojska byl von Brauchitsch na počátku války důležitou osobností německé armády. Neshody s Hitlerem, neúspěchy na východní frontě, jakož i vážné zdravotní problémy (v roce 1941 prodělal infarkt) zapříčinily jeho rezignaci a odchod z aktivní vojenské služby. Odešel do ústraní, respektive byl roku 1942 internován do Tří Trubek. Zde vykonával funkci „vrchního lovčího“. Počátek roku 1945 jej zastihl v Brdech. Před koncem války se vrátil do Německa.

### Po válce
V srpnu 1945 byl zajat spojenci na svém panství a vězněn v Camp 198 v Jižním Walesu. Byl vyšetřován a za zločiny proti lidskosti souzen. Ještě než mohl být řádně potrestán, zemřel 18. října 1948 na infarkt v Brity kontrolované vojenské nemocnici v Hamburku. Je pohřben na hřbitově Salzgitter v Dolním Sasku.

## Vyznamenání
- Královský hohenzollernský domácí řád, s meči
- Železný kříž, II. třída, 1914
- Železný kříž, I. třída, 1914
- Vojenský záslužný kříž, s válečnou dekorací, 1915
- Řád Fridrichův, I. třída – rytířský kříž s meči
- Johanniterorden
- |  |  |  Služební vyznamenání Wehrmachtu, IV. třída – I. třída
- Služební vyznamenání Wehrmachtu, I. třída s dubovými listy
- Medaile za Anschluss
- Zlatý stranický odznak
- Sudetská pamětní medaile, se sponou s motivem pražského hradu
- Medaille zur Erinnerung an die Heimkehr des Memellandes
- Řád bílé růže, velkokříž, 10. 03. 1939
- Železný kříž, Spona 1939 k Železnému kříži 1914 II. třídy
- Železný kříž, Spona 1939 k Železnému kříži 1914 I. třídy
- Rytířský kříž Železného kříže, 30. 09. 1939
- Order of St Alexander, velkokříž s meči
- Řád Michala Chrabrého, III. třída
- Řád Michala Chrabrého, II. třída
- Řád Michala Chrabrého, I. třída
- Ungarische Verdienstkreuz, velkokříž s meči
- Řád kříže svobody, velkokříž, 25. 06. 1942

údaje použity z: německá Wikipedie-Walther von Brauchitsch